# Struven
Struven är en sjö i Årjängs kommun i Värmland och ingår i Göta älvs huvudavrinningsområde. Sjön är 3,5 meter djup, har en yta på 0,719 kvadratkilometer och befinner sig 118,1 meter över havet. Sjön avvattnas av vattendraget Fårnåsälven (Kroksälven).

## Delavrinningsområde
Struven ingår i det delavrinningsområde (659645-128406) som SMHI kallar för Mynnar i Stora Le/Foxen. Medelhöjden är 169 meter över havet och ytan är 42,06 kvadratkilometer. Räknas de 9 avrinningsområdena uppströms in blir den ackumulerade arean 173,9 kvadratkilometer. Fårnåsälven (Kroksälven) som avvattnar avrinningsområdet har biflödesordning 4, vilket innebär att vattnet flödar genom totalt 4 vattendrag innan det når havet efter 256 kilometer. Avrinningsområdet består mestadels av skog (71 procent), öppen mark (11 procent) och jordbruk (12 procent). Avrinningsområdet har 0,77 kvadratkilometer vattenytor vilket ger det en sjöprocent på 1,8 procent.